# Sa'eb Salam
Ṣāʾeb Salām (in arabo صائب سلام‎?; Beirut, 17 gennaio 1905 – Ginevra, 21 gennaio 2000) è stato un politico libanese, per quattro volte Primo ministro della Repubblica libanese tra il 1952 e il 1973.

## Biografia
Salam nacque in un'importante famiglia sunnita di Beirut: il padre era un mercante e un deputato del parlamento ottomano, la madre proveniva a sua volta da una colta e ricca famiglia, e insieme ebbero undici figli, alcuni dei quali entrarono in parlamento, come Sa'eb Salam, mentre altri si dedicarono all'attivismo, come la sorella Anbara Salam Khalidi, che è stata anche un'importante traduttrice e scrittrice. La sua carriera politica cominciò nel 1941, lottando contro il Mandato francese della Siria e del Libano assieme al leader di Tripoli Abd al-Hamid Karame.
Nel 1943, Salam fu eletto deputato di Beirut. Fu nominato ministro degli Interni nel 1946 e il 14 settembre 1952 fu designato Primo ministro, ma il suo governo durò solo 4 giorni a causa delle dimissioni del Presidente della Repubblica Bishara al-Khuri, sotto pressione per una serie di scioperi e di manifestazioni di protesta. Il 1º maggio 1953 il nuovo Presidente, Camille Chamoun, lo nominò per formare un nuovo Gabinetto, che questa volta durò poco di più, vale a dire fino al 16 agosto dello stesso anno.
Occupò nel 1956 il posto di ministro del Petrolio nel governo formato da 'Abd Allah al-Yafi ma presentò le proprie dimissioni in segno di protesta per l'atteggiamento eccessivamente filo-occidentale di Camille Chamoun in occasione della grave crisi di Suez.
Perse il suo seggio di deputato nelle elezioni del 1957, esattamente come al-Yafi, Rashid Karame e Kamal Jumblatt, nel corso di uno scrutinio assai sospetto e contestato. Una rivolta armata scoppiò nel 1958, sempre contro la politica smaccatamente filo-statunitense di Chamoun, che chiamò in suo soccorso i Marines statunitensi, alienandosi per sempre qualsiasi possibilità di svolgere un ruolo di mediatore tra gli opposti attori della politica libanese.
La gravissima crisi finirà solo grazie all'elezione di un militare, il generale Fu'ad Shehab (Fouad Chéhab) alla Presidenza della Repubblica.
Sa'eb Salam tornò ad essere Primo ministro tra il 2 agosto 1960 e il 31 ottobre 1961, prima di entrare in dissenso con Shehab, che egli accusava di organizzare uno Stato poliziesco. La sua opposizione allo "shehabismo" continuerà con l'elezione del "delfino" di Shehab, Charles Helou, nel 1964. Nel 1970 condusse una campagna elettorale in favore di Sulayman Farangiyye alla Presidenza della Repubblica e questa volta il suo candidato vinse, per un sol voto di scarto rispetto al suo avversario Elias Sarkis, candidato shehabista.
Farangiyye nominò Salam Primo ministro il 13 ottobre 1970. Si dimise però il 25 aprile 1973 a seguito dell'attacco condotto da un commando israeliano, guidato da Ehud Barak, nel pieno cuore di Beirut contro attivisti palestinesi, con l'uccisione di tre di questi ultimi. Salam dichiarò che non sarebbe rimasto Primo ministro di un Paese il cui capo delle forze armate non era in grado di evitare una così palese e umiliante violazione dei suoi confini, accusando l'alto esponente militare di non aver voluto far nulla per ostacolare il raid israeliano. Al rifiuto di Farangiyye di dargli soddisfazioni dimettendo il capo delle forze armate libanesi, le dimissioni di Salam divennero irrevocabili.
Conservò ciò nondimeno la sua influenza. Nel 1982, in occasione dell'invasione israeliana del Libano, svolse un'azione mediatrice tra l'inviato statunitense e l'OLP di Yasser Arafat per assicurare il ritiro dei miliziani palestinesi dal Libano.

Si oppose all'elezione di Bashir Gemayel nel 1982 ma si riconciliò con lui dopo lo scrutinio che lo decretò nuovo Presidente della Repubblica. Dopo l'assassinio di Bashir Gemayel, sostenne l'elezione del fratello, Amin Gemayel alla presidenza e convinse la maggioranza dei deputati musulmani a fare altrettanto.
Nel 1985 Salam si esiliò in Svizzera, dopo essere scampato a due tentativi di assassinarlo. Le sue posizioni moderate, espresse in occasione delle Conferenze di Pace di Ginevra e di Losanna, gli furono rimproverate dalla Siria di Hafiz al-Asad e dai musulmani più radicali. Dalla Svizzera svolse un ruolo chiave nei negoziati che portarono agli Accordi di Ta'if del 1989.

Tra il 1957 e il 1982, da filantropo qual era, Sa'eb Salam diresse la Fondazione Makassed. Suo figlio Tammam Salam, diventato deputato come suo padre, gli succederà nel 2014.
Morì per una crisi cardiaca il 21 gennaio del 2000.